# Arik Einstein
Arik (Arieh) Einstein (Hebraico: אריק איינשטיין; Tel Aviv; 3 de janeiro de 1939 – Tel Aviv, 26 de novembro de 2013) foi um cantor e compositor israelense. Ele também atuou em alguns filmes.
Einstein foi vocalista dos conjuntos Batzal Yarok (Cebola Verde), Slishiat Guesher Hayarkon (Trio ponte do Yarkon) e cantou junto com Shmulik Kraus e Josie Katz no trio vocal Hachalonot hagvoim (As Altas Janelas). Suas colaborações com o cantor Shalom Hanoch e o conjunto Os Churchills plantaram as primeiras sementes dos primeiros discos do rock israelense. Ele, juntamente com seu melhor amigo Uri Zohar, dominava a nascente boêmia israelense. Einstein exerceu ao longo dos anos grande influência sobre a música israelense, a que é possível perceber em vários trabalhos. Einstein fundiu ao longo de sua carreira com sensibilidade o rock e o pop com os estilos locais de música em Israel.
Einstein compôs muitas das canções que ele mesmo cantava. Entre elas: Ani Ve'Ata (eu e você), Sa Leat (Dirija devagar), Yoshev Al Ha'gader (Sentado no muro), Ima sheli (Minha mãe) , Uf Gozal (Voa, passarinho) e Hasriká shel hatuná (O assobio do movimento) sobre sua época como membro do movimento juvenil Hashomer Hatzair (O jovem guardião).
Considerado um dos maiores músicos de Israel, morreu aos 74 anos, no Hospital Ichilov, em Tel Aviv, horas após sofrer um rompimento de aneurisma em sua casa.